# Fredrikstad FK
Fredrikstad Fotballklubb – norweski klub piłkarski z miasta Fredrikstad, występujący obecnie w norweskiej Eliteserien. FFK w latach 1903–1927 siedmiokrotnie zmieniało swoje barwy, by w końcu przyjąć biało-czerwone. Klub otrzymał w prezencie komplet strojów reprezentacji Polski i zdecydował się pozostać przy tych kolorach.

## Sukcesy
- 9-krotny mistrz Norwegii: 1938, 1939, 1949, 1951, 1952, 1954, 1957, 1960 i 1961
- 12-krotny zdobywca Pucharu Norwegii: 1932, 1935, 1936, 1938, 1940, 1950, 1957, 1961, 1966, 1984, 2006 i 2024

## Skład na sezon 2013
| Nr | Poz. | Piłkarz                |
| -- | ---- | ---------------------- |
| 1  | BR   | Haraldur Björnsson     |
| 2  | OB   | Haitam Aleesami        |
| 4  | OB   | Vidar Martinsen        |
| 6  | PO   | Hans Erik Ramberg      |
| 7  | NA   | Rozhat Shaswari        |
| 11 | PO   | Julius Adaramola       |
| 12 | BR   | Håvar Grøntvedt Jensen |
| 13 | NA   | Robert Stene           |
| 14 | PO   | Khalifa Jabbie         |
| 15 | OB   | Kevin Dure             |
| 16 | NA   | Momo Gueye             |
| 17 | PO   | Nicolay Solberg        |

| Nr | Poz. | Piłkarz                  |
| -- | ---- | ------------------------ |
| 18 | OB   | Ola Lønn Jensen          |
| 19 | PO   | Simen Standerholden      |
| 20 | OB   | Håvard Åsheim            |
| 21 | PO   | Simen Rafn               |
| 22 | PO   | Thomas Holm              |
| 24 | OB   | Ole Strømsborg           |
| 25 | BR   | Jon Masalin              |
| 26 | OB   | Lars Grorud              |
| 28 | OB   | Ludvig Begby             |
| 29 | PO   | Filip Johansen Westgaard |
|    | BR   | Markus Stige             |

## Europejskie puchary
Legenda do wszystkich tabel:
- Q – runda eliminacyjna, 1/16, 1/8, 1/4, 1/2 – odpowiednia faza rozgrywek, Grupa – runda grupowa, 1r gr – pierwsza runda grupowa, 2r gr – druga runda grupowa, F – finał, R – runda, PO – play-off
- k. – rzuty karne, los. – losowanie, Dogr. – dogrywka, w. – zasada bramek strzelonych na wyjeździe

| Sezon   | Rozgrywki                 | Runda | Przeciwnik      | Dom | Wyjazd | Ogólnie |
| ------- | ------------------------- | ----- | --------------- | --- | ------ | ------- |
| 1960/61 | Puchar Europy             | Q     | AFC Ajax        | 4–3 | 0–0    | 4–3     |
| 1960/61 | Puchar Europy             | 1R    | Aarhus GF       | 0–1 | 0–3    | 0–4     |
| 1961/62 | Puchar Europy             | Q     | Standard Liège  | 0–2 | 1–2    | 1–4     |
| 1962/63 | Puchar Europy             | Q     | Vasas           | 1–4 | 0–7    | 1–11    |
| 1967/68 | Puchar Zdobywców Pucharów | 1R    | Vitória Setúbal | 1–5 | 1–2    | 2–7     |
| 1972/73 | Puchar Zdobywców Pucharów | 1R    | Hajduk Split    | 0–1 | 0–1    | 0–2     |
| 1973/74 | Puchar UEFA               | 1R    | Dynamo Kijów    | 0–1 | 0–4    | 0–5     |
| 1985/86 | Puchar Zdobywców Pucharów | 1R    | Bangor City     | 1–1 | 0–0    | 1–1     |
| 2007/08 | Puchar UEFA               | 2Q    | Hammarby        | 1–1 | 1–2    | 2–3     |
| 2009/10 | Liga Europy               | 3Q    | Lech Poznań     | 1–6 | 2–1    | 3–7     |
| 2025/26 | Liga Europy               | 3Q    | FC Midtjylland  | 1–3 | 0–2    | 1–5     |
| 2025/26 | Liga Konferencji          | PO    | Crystal Palace  | –   | –      | –       |